# Zemfira
Zemfira, punim imenom Zemfira Talgatovna Ramazanova (ruski: Земфи́ра Талга́товна Рамаза́нова, baškirski: Земфира Тәлғәт ҡыҙы Рамаҙанова; Ufa, Rusija, 26. kolovoza 1976.) – ruska pjevačica, glazbenica, kompozitorica i autorica pjesama. U trinaest godina profesionalne karijere izdala je pet studijskih albuma, kolekciju B-strana i dva koncertna albuma.

## Životopis
Zemfira se rodila u gradu Ufi, u radničkom mikrorajonu Černikovka u ulici Admirala Ušakova, gdje je njezina obitelj živjela sve do kraja 1990-ih godina. Zemfira je [baškirsko-tatarskog porijekla. Njezin otac, Talgat Talhojevič Ramazanov, učitelj je povijesti, a majka, Florida Hakimovna – liječnica. Stariji brat Ramilj Ramazanov poginuo je nesretnim slučajem za vrijeme podvodnog ribolova.
Od pete godine pohađa glazbenu školu, odjel za klavir, gdje su je primili u zbor kao solisticu. Tada je prvi put nastupila na televiziji: otpjevala je na mjesnoj televiziji dječju pjesmicu, a sa sedam godina napisala je prvu pjesmu.
Već se u predškolskom uzrastu oduševila glazbom. U školi je Zemfira sudjelovala istovremeno čak u sedam kružoka, no naglasak je stavljala na glazbu i košarku; završila je glazbenu školu s odličnim, a početkom 1990. godine postala je kapetan ženske juniorske reprezentacije Rusije u košarci.
Paralelno je Zemfira učila svirati gitaru i izravno je na ulici izvodila pjesme ruskih grupa „Kino“, „Akvarium“, „Nautilus Pompilus“, prema nekim verzijama – pjesme na engleskom jeziku pjevača Georgea Michaela i Freddieja Mercuryja. Nakon završetka škole pred njom je stajao težak izbor: glazba ili košarka. Djevojka je izabrala glazbu i upisala se odmah na drugu godinu studija na Ufsko učilište za umjetnost, koje je završila s odličnim uspjehom (tzv. „crvena diploma“). Nakon učilišta dodatno je zarađivala u ufskim restoranima, pjevajući pjesme uz pratnju kolege s godine, saksofonista Vlada Kolčina.
Godine 1996. počinje raditi kao zvučni operator na ufskoj radiopostaji „Jevropa pljus“, gdje je snimala reklamne špice. U to vrijeme pokušava pisati pjesme u programu „Cakewalk“ koje će kasnije ući u njezin prvi album „Zemfira“ (pjesme „Sneg“, „Počemu“, „Sinoptik“, „Rakety“). Također sudjeluje kao druga vokalistica u to vrijeme popularnoj grupi „Spektr Ejs“ (Njezin prateći vokal može se čuti u pjesmi „Kak žalj, što on ne negr“.)
Zemfira snima svoj prvi demo disk s režiserom zvuka Arkadijem Muhtarovim, a istovremeno okuplja vlastitu grupu. Prvi glazbenik s kojim je počela raditi jest basist Rinat Ahmadijev. Rinat dovodi bubnjara Sergeja Sozinova i oni započinju sa zajedničkim probama na kojima Zemfira istovremeno svira na gitari i na klavijaturama. Grupa je popunjena dolaskom klavijaturista Sergeja Miroljubova i nedostaje samo solo gitara. Mjesto popunjava Vadim Solovjov koji se pridružuje grupi nakon jednog od koncerata.
Kazeta s demosnimkama grupe, na kojoj su se nalazile tri pjesme, „Sneg“, „-140“ i „Skandal“ putem novinara dolazi u ruke producenta grupe „Mumij Trollj“ Leonida Burlakova, te on odlučuje snimiti njihov prvi studijski album. Snimanje je trajalo par mjeseci 1998. godine u tonskom studiju „Mosfilma“. Režiser zvuka bio je Vladimir Ovčinnikov, producentom zvuka pjevač grupe „Mumij Trollj“ Ilja Lagutenko. Uz njih sudjeluju i drugi članovi grupe „Mumij Trollj“, gitarist Jurij Caler i bubnjar Oleg Pungin.

## Diskografija
Studijski albumi
- Zemfira (rus. Земфира), 1999.
- Prosti menja moja ljubov' (rus. Прости меня моя любовь), 2000.
- Četyrnadcat' nedelj tišiny (rus. Четырнадцать недель тишины), 2002.
- Vendetta (rus. Вендетта), 2005.
- Spasibo (rus. Спасибо), 2007.
- Z-Sides, 2010. (kolekcija neizdanih pjesama)
- Zit' v tvojej golove (rus. Жить в твоей голове), 2013.
- Borderline (rus. Бордерлайн), 2021.

Koncertni albumi
- Zemfira.Live (rus. Земфира.Live), 2006. (nastao je vrijeme turneje „Vendetta“)
- Zemfira.Live2 (rus. Земфира.Live2), 2009. (nastao za vrijeme turneje „Spasibo“)

Singlovi
- Sneg/Nebo Londona (rus. Снег/Небо Лондона), 1999.
- Do svidanija (rus. До свидания), 2000.
- Trafik (rus. Трафик), 2001.
- Nebomoreoblaka (rus. Небомореоблака), 2004.
- 10 maljčikov (rus. 10 мальчиков), 2008. (kolekcija remikseva pjesme „Maljčik“)
- Bez šansov (rus. Без шансов), 2011.
- Denjgi (rus. Деньги), 2012.

Kolekcije
- KINOproby Tribute Viktor Coj (rus. КИНОпробы. Tribute Виктор Цой), 2000. (pjesme „Kukuška“ i „Každuju noč“)
- Spasibo, Vendetta (rus. Спасибо, Вендетта), 2007. (kolekcija 20 pjesama)
- Zemfira. Podaročnoje izdanije (rus. Земфира. Подарочное издание), 2010. (reizdanje prvih triju studijskih albuma, „Zemfira, „Prosti menja moja ljubov“, „Četyrnadcat' nedelj tišiny“)

Glazbeni zapisi filma
- Dokumentarni film, 1996. (pjesma na baškirskom jeziku)
- Brat 2 (rus. Брат 2), 2000. (pjesma "Iskala")
- Kamenskaja: ne mešajte palaču (rus. Каменская: не мешайте палачу), 2000. (pjesma „London“)
- Boginja: kak ja poljubila (rus. Богиня: как я полюбила), 2004. (pjesma „Ljubov', kak slučajnaja smert'“)
- Ljubov' v boljšom gorode (rus. Любовь в большом городе), 2009. (pjesma „Počemu“)
- Melodija dlja šarmanki (rus. Мелодия для шарманки), 2009. (pjesme „Ja poljubila Vas“, „Gospoda“, „Vo mne“, „1000 let“)
- Poslednjaja skazka Rity (rus. Последняя сказка Риты), 2012. (glazba za film)

Filmovi i DVD
- ZEMFIRALIVE (rus. ZЕМФИРАLIVE), 2000. (koncert u Domu kulture „Gorbunov“)
- Zemfira.DVD, 2007. (kolekcija spotova)
- Zelenyj teatr v Zemfire (rus. Зелёный театр в Земфире), 2008. (dokumentarni film-koncert, rež. R. Litvinova)
- Moskva. Krokus/Strelka (rus. Москва.Крокус/Стрелка), 2010. (snimke koncerata u Moskvi u koncertnoj dvorani „Krokus“ i Institutu medija, arhitekture i dizajna „Strelka“, rež. R. Litvinova)

## Videografija
- 1999. SPID (rus. СПИД), rež. Pavel Ruminov, Počemu (rus. Почему), Arivederči (rus. Ариведерчи), rež. Aleksandr Soloha
- 2000. Iskala (rus. Искала), rež. Roman Prygunov, Hočeš (rus. Хочешь), rež. Pavel Vladimirskij
- 2001. Prosti menja moja ljubov' (rus. Прости меня моя любовь), Trafik (rus. Трафик), rež. Irina Mironova
- 2002. Beskonečnost' (rus. Бесконечность), rež. Viktor Vilks
- 2003. Mačo (rus. Мачо), rež. Aleksej Tiškin
- 2004. Progulka (rus. Прогулка), rež. Renata Litvinova
- 2005. Bljuz (rus. Блюз), Samolet (rus. Самолёт)
- 2007. Itogi (rus. Итоги), My razbivaemsja (rus. Мы разбиваемся)
- 2008. Gospoda (rus. Господа), rež. A. Ramazanov, Sneg načnetsja (rus. Снег начнется), rež. A. Lobanov